# Comuna Luciu, Buzău
Luciu este o comună în județul Buzău, Muntenia, România, formată din satele Caragele și Luciu (reședința).

## Așezare
Comuna se află în sud-estul județului, în Câmpia Călmățuiului, pe malul drept al râului Călmățui. Lângă satul Luciu se află lacul Luciu. Prin vestul comunei, prin satul Caragele, trece șoseaua județeană DJ203I, care leagă comuna de Cilibia (DN2B) spre nord și Pogoanele (DN2C) spre sud, și mai departe de nordul județului Ialomița. Din DJ203I, la Caragele se desprinde șoseaua județeană DJ214A, care leagă comuna spre est de Largu și Rușețu.

## Demografie
Componența etnică a comunei Luciu
     Români (92,63%)
     Romi (4,52%)
     Alte etnii (0%)
     Necunoscută (2,86%)
Componența confesională a comunei Luciu
     Ortodocși (95,79%)
     Alte religii (1,24%)
     Necunoscută (2,97%)
Conform recensământului efectuat în 2021, populația comunei Luciu se ridică la 2.591 de locuitori, în scădere față de recensământul anterior din 2011, când fuseseră înregistrați 2.911 locuitori. Majoritatea locuitorilor sunt români (92,63%), cu o minoritate de romi (4,52%), iar pentru 2,86% nu se cunoaște apartenența etnică. Din punct de vedere confesional, majoritatea locuitorilor sunt ortodocși (95,79%), iar pentru 2,97% nu se cunoaște apartenența confesională.

## Politică și administrație
Comuna Luciu este administrată de un primar și un consiliu local compus din 11 consilieri. Primarul, Mircea Frățilă[*], de la Partidul Social Democrat, este în funcție din 2004. Începând cu alegerile locale din 2024, consiliul local are următoarea componență pe partide politice:
|  | Partid                    | Consilieri | Componența Consiliului | Componența Consiliului | Componența Consiliului | Componența Consiliului | Componența Consiliului | Componența Consiliului | Componența Consiliului | Componența Consiliului | Componența Consiliului | Componența Consiliului |
|  | ------------------------- | ---------- | ---------------------- | ---------------------- | ---------------------- | ---------------------- | ---------------------- | ---------------------- | ---------------------- | ---------------------- | ---------------------- | ---------------------- |
|  | Partidul Social Democrat  | 10         |                        |                        |                        |                        |                        |                        |                        |                        |                        |                        |
|  | Partidul Național Liberal | 1          |                        |                        |                        |                        |                        |                        |                        |                        |                        |                        |

## Istorie
La sfârșitul secolului al XIX-lea, comuna făcea parte din plasa Câmpul a județului Buzău, și era formată doar din satul de reședință, cu 910 locuitori ce trăiau în 145 de case. În comună funcționau o moară cu aburi, o cășerie, 2 stâne, o școală cu 24 de elevi (dintre care 4 fete) și o biserică. Comuna și satul și-au luat numele de la balta înconjurată de stuf și cu mijlocul curat. În acea perioadă, satul Caragele forma o comună de sine stătătoare, în aceeași plasă, având 700 de locuitori ce trăiau în 144 de case; în comuna Caragele funcționa o școală cu 37 de elevi și o biserică.
În 1925, cele două comune se găseau în aceeași configurație și în aceeași plasă, comuna Luciu având 1113 locuitori, iar Caragele cu 860.
În 1950, cele două comune au fost arondate raionului Pogoanele din regiunea Buzău și apoi (după 1952) raionului Buzău din regiunea Ploiești. În 1968, comuna Caragele a fost desființată și inclusă în comuna Luciu, care a fost arondată județului Buzău, reînființat.

## Monumente istorice
Două obiective din comuna Luciu sunt incluse pe lista monumentelor istorice din județul Buzău, ambele ca situri arheologice de interes local situate în zona satului Caragele. Unul cuprinde o așezare din perioada Halstatt (secolele al XII-lea–al V-lea î.e.n.), aflat pe terasa de pe malul stâng al Călmățuiului, la nord și nord-est de sat. Celălalt, aflat pe „Movila Lungă”, cuprinde o așezare din epoca migrațiilor aparținând culturii Cerneahov (secolele al IV-lea–al V-lea e.n.)